# Provincia di Sulu
Sulu è una provincia filippina facente parte della Regione Autonoma nel Mindanao Musulmano. Situata tra Mindanao e il Borneo, compresa tra il Mare di Celebes e il Mare di Sulu, ha come capoluogo Jolo.

## Geografia fisica
La provincia consiste nella parte centrale dell'arcipelago di Sulu che si estende tra la penisola di Zamboanga e le coste del Borneo malese. In questo ideale percorso di congiunzione tra i due Paesi, dal lato filippino (nord-est) si incontra l'isola di Basilan e la relativa provincia, e verso le sponde malaysiane (sud-ovest), l'isola e la provincia di Tawi-Tawi. A nord si apre il Mare di Sulu, a sud il Mare di Celebes.
L'isola principale è l'isola di Jolo che ospita anche l'omonima cittadina, capoluogo dell'intera provincia.

## Geografia antropica

### Suddivisioni amministrative
La provincia di Sulu comprende 18 municipalità (9 sono sull'isola di Jolo):
- Hadji Panglima Tahil
- Indanan (Jolo)
- Jolo (Jolo)
- Kalingalan Caluang (Jolo)
- Lugus
- Luuk (Jolo)
- Maimbung (Jolo)
- Old Panamao (Jolo)
- Pandami (Jolo)
- Panglima Estino
- Pangutaran
- Parang
- Pata
- Patikul (Jolo)
- Siasi
- Talipao (Jolo)
- Tapul
- Tongkil